# Hopea helferi
Hopea helferi är en tvåhjärtbladig växtart som först beskrevs av William Turner Thiselton Dyer, och fick sitt nu gällande namn av Dietrich Brandis. Hopea helferi ingår i släktet Hopea och familjen Dipterocarpaceae. Inga underarter finns listade i Catalogue of Life.